# Coccophagus africanus
Coccophagus africanus är en stekelart som beskrevs av Jean Risbec 1956. Coccophagus africanus ingår i släktet Coccophagus och familjen växtlussteklar.
Artens utbredningsområde är Kamerun. Inga underarter finns listade i Catalogue of Life.